# Straszny hiszpański film
Straszny hiszpański film (Spanish Movie) – hiszpańska komedia filmowa z 2009 roku w reżyserii Javiera Ruiza Caldery i ze scenariuszem Paco Cabezasa i Eneko Lizarragi. Nawiązuje do amerykańskiej serii Straszny film i stara się w podobny sposób parodiować największe hiszpańskie hity filmowe, zwłaszcza z pierwszej dekady XXI wieku.
Zdjęcia kręcono w Katalonii, w prowincjach: Barcelona, Tarragona i Girona.

## Fabuła
Zaniedbywana przez pijącego i leniwego męża Ramira zatrudnia się jako gosposia i zarazem niania w domu Laury. Już w pierwszych godzinach pracy przez przypadek doprowadza do śmierci jej młodszego syna. Szybko okazuje się, że wszyscy domownicy są co najmniej dziwni, a w domu ma miejsce wiele niecodziennych zjawisk.

## Parodiowane filmy
- Inni
- Sierociniec
- W stronę morza
- Kapitan Alatriste
- Labirynt fauna
- Otwórz oczy
- Poniedziałki w słońcu
- Volver
- REC
- Vanilla Sky
- To nie jest kraj dla starych ludzi

## Obsada
- Alexandra Jiménez jako Ramira
- Silvia Abril jako Laura
- Carlos Areces jako Pedro
- Eduardo Gómez jako Diego
- Laia Alda jako Ofendia
- Óscar Lara jako Simeon
- Luis Zahera jako Antonio
- Teresa Lozano jako Maligna
- Juana Cordero jako Gerarda
- Michelle Jenner jako wróżka
- Joaquín Reyes jako faun
- Berto Romero jako Smerf

Ponadto w rolach epizodycznych (cameo) wystąpili m.in.:
- Álex de la Iglesia
- Leslie Nielsen
- Alejandro Amenábar
- Jaume Balagueró
- Paco Plaza
- Nacho Vidal
- Belén Rueda